# Diamond DA62
El Diamond DA62 es un avión ligero bimotor de cinco a siete asientos producido por Diamond Aircraft Industries y anunciado por primera vez en marzo de 2012.
El prototipo, designado como DA52, voló por primera vez el 3 de abril de 2012 después de seis meses de desarrollo. En junio de 2014 se anunció que el avión de producción se designaría como DA62.

## Desarrollo
El equipo de desarrollo de DA62 está encabezado por el director gerente de Diamond, Manfred Zipper. Se basa en el fuselaje del monomotor Diamond DA50, pero con dos motores Austro AE300 diésel que queman Jet A. El director ejecutivo de la empresa, Christian Dries, indicó que los motores pueden ser reemplazados por turbohélices.
Al volar el prototipo desde la planta Wiener Neustadt de Diamond hasta la feria comercial de aviación AERO Friedrichshafen de 2012, la aeronave logró utilizar 14,2 litros/100 km, el resultado de las mejoras en resistencia aerodinámica realizadas durante su desarrollo.

## Historia operacional
Los propietarios notables incluyen al Líder alemán de la oposición Friedrich Merz, quien, polémicamente, voló a la boda del Ministro de Finanzas Christian Lindner en julio de 2022, afirmando que el DA62 consumía menos combustible que las limusinas oficiales. La verificación de hechos de los medios de comunicación cuestionó esa afirmación, sin embargo, admitió que el consumo total probablemente será menor, si la velocidad de viaje y los desvíos, casi inevitables para los automóviles con destino a las carreteras, se toman en cuenta en la comparación.

## Variantes

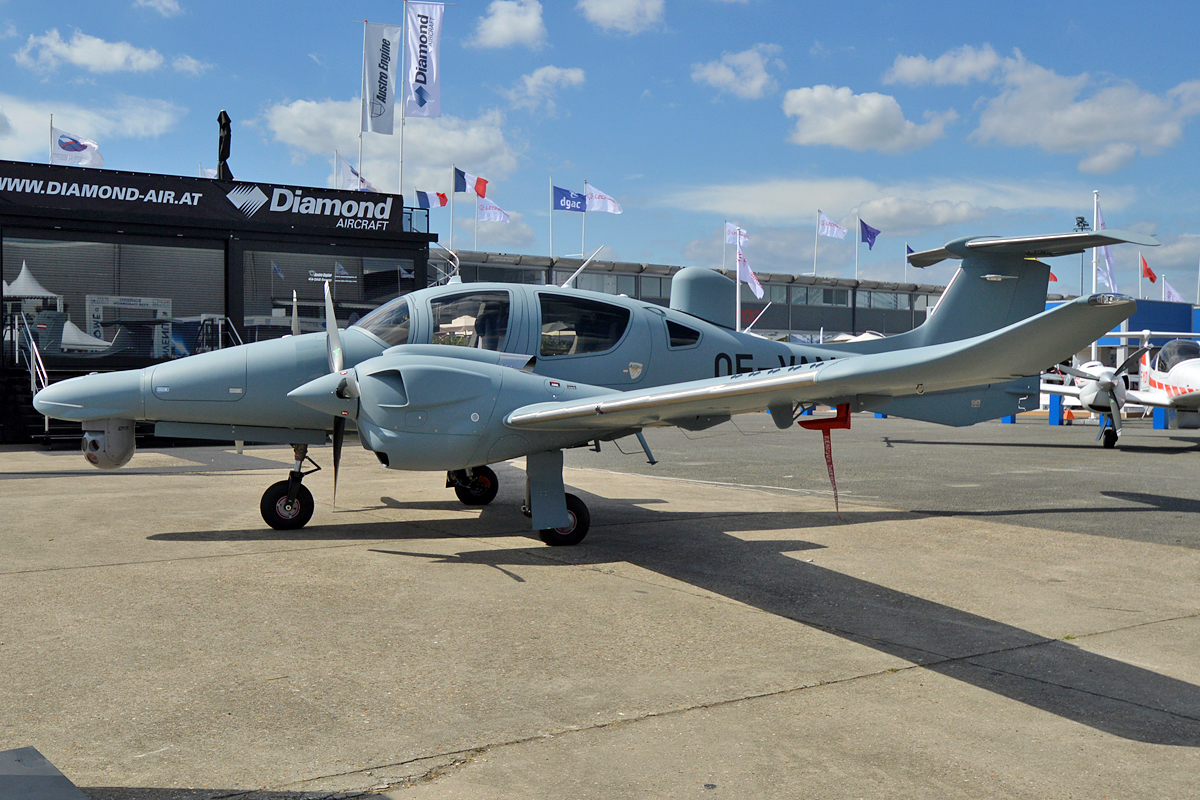
Diamond DA62 con sensores de vigilancia en el Paris Air Show 2017

DA52Prototipo, dos construidos.
DA62Variante de producción de cinco a siete asientos con una tercera ventana adicional y un estabilizador horizontal más grande.
DA62 MPPVariante de "plataforma multipropósito" destinada a operaciones de cumplimiento de la ley, búsqueda y rescate y vigilancia.

## Especificaciones

### Características generales
- Tripulación: 1
- Capacidad: hasta 6
- Longitud: 9,2 m (30,2 ft)
- Envergadura: 14,6 m (47,7 ft)
- Altura: 2,8 m (9,3 ft)
- Peso vacío: 1570 kg
- Peso máximo al despegue: 2300 kg
- Planta motriz:   . cada uno.

### Rendimiento
- Velocidad nunca excedida (Vne): 379 km/h
- Velocidad máxima operativa (Vno): 356 km/h
- Velocidad crucero (Vc): 317 km/h
- Alcance: 2380 km
- Techo de vuelo: 6096 m
- Régimen de ascenso: 5,2 m/s

### Desarrollos relacionados
- Diamond DA20
- Diamond DA42